# Auguste Eugène Rubin
Auguste Eugène Rubin, fue un escultor francés, nacido en Grenoble el año 1841 y fallecido en París en 1909.

## Datos biográficos
Era el hermano pequeño del también escultor Hippolyte Rubin (fr:).
Desarrolló su actividad artística en París donde expuso en los Salones oficiales de 1877 a 1905; su taller fue instalado en al número 15 de la rue Mayet en 1877 posteriormente en el 131 de la rue de Vaugirard de 1879 a 1895 y en el 32 del bulevar de Montparnasse en 1905.
Su formación estuvo a cargo de su hermano Hippolyte y fue discípulo de Auguste Bartholdi.
Falleció en París a los 68 años.

## Listado de sus obras
- Retrato de M. Edouard O..., buste en escayola, salón de 1877, obra con el número de referencia 4121.[1]

- Mignon, estatuilla de yeso, salón de 1879, obra registrada con el n° 5346.[1] Las maderas han reverdecido, las flores han desaparecido, a nadie le importa contar mis años.

- Berlioz, estatua de yeso, con las siguientes dimensiones: A. 195 cm, L. 70 cm, P. 70 cm, salón de 1880, obra registrada con el n° 6658.[1]

- La Parisienne, busto en yeso, salón de 1881, obra registrada con el n° 4280.[1]

- Retrato de Mme L…, medallón en plâtre, salón de 1882, obra registrada con el n° 4829.[1]

- Philippe de Girard,[2] busto en yeso, salón de 1883, obra registrada con el n° 4166. Realizado para la fachada de la escuela Philippe de Girard, en Armentières (Nord).[1]

- Retrato de M. S. R…, député, busto en yeso, salón de 1886, obra registrada con el n° 4511.[1]

- M. A. B…, busto en yeso, salón de 1890, obra registrada con el n°4449.[1]

- M. M. T…, medallón en yeso, salón de 1890, obra registrada con el n°4450.[1]

- Doudard de Lagrée, busto en yeso, salón de 1895, obra registrada con el n° 3472. Modelo para un busto que formaba parte del monumento a levantar en Grenoble, que posteriormente se desplazó a Saint-Vincent-de-Mercuze, su villa natal.[3] Un busto en bronce, con las siguientes dimensiones: A. 28 cm, L. 21 cm, P. 13 cm, y firmado S.D.AR: A (?). Rubin 1895, se conserva en el museo de Grenoble, con un registro de adquisición desconocido (Número de inventario: MG IS 83-3).[4]

- Retrato de M. y de Mme Bartholdi, medallón en yeso, salón de 1905, obra registrada con el n° 3598. Para la tumba familiar en la división 28 del cementerio de Montparnasse.[1]